# Ridda

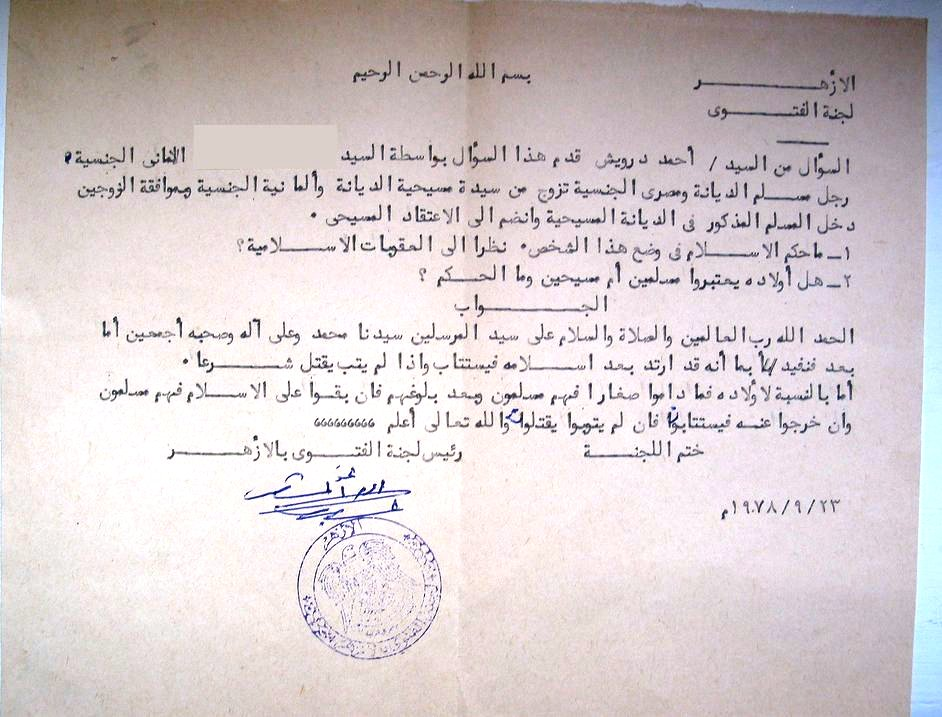
Na ilustracji przedstawiono decyzję rady Al-Azhr Fatawa na temat kary dla Egipcjanina, który poślubił Niemkę (o wyznaniu chrześcijańskim) i wyrzekł się dla niej islamu.

Ridda (arab. ‏ردة‎) lub irtidād (‏ارتداد‎) – apostazja w islamie. 
Osoba dopuszczająca się apostazji to murtadd. 

## Zakres pojęcia
Prawdopodobnie w przeszłości istniało rozróżnienie między riddą a irtidādem: pierwsza oznaczała zostanie ateistą lub agnostykiem, druga przejście na inną religię.
Za odstępstwo od wiary większość autorytetów religijnych uważa również poważne błędy doktrynalne jak niewiara w anioły, jedyność Boga, zaprzeczanie jego podstawowym atrybutom, twierdzenie iż Ali, a nie Mahomet powinien otrzymać przesłanie od archanioła Gabriela (jak twierdzi część sekty Ahl-e hakk), wiara w proroków po Mahomecie (sekta lahorich Ahmadijji). Także zbezczeszczenie Koranu lub znieważanie islamu czy proroków są zwykle uważane za riddę.

## Konsekwencje

### Kara śmierci
Zgodnie z nauką trzech szkół sunnickich (hanbalickiej, malikickiej i szafi’ickiej) murtadd powinien być ukarany śmiercią. Sunnicka szkoła hanaficka oraz szyicka szkoła dżafarycka nakazują natomiast uwięzienie aż do „powrotu na łono islamu”, choć kara śmierci nie jest wykluczona. Kary te dotyczą jednak tylko mężczyzn. W wypadku kobiety murtadda szkoły są bardziej podzielone: od kary śmierci do braku jakiejkolwiek kary.
Niewielka część współczesnych teologów muzułmańskich twierdzi, że wszelkie kary dla odstępców są zarezerwowane dla Boga po ich śmierci.
Według znacznej części prawników okres, po którym wykonywana jest kara, jest różny w zależności od typu murtadda. Murtadd fitri (muzułmanin z urodzenia, który wyrzekł się islamu) może zostać zabity od razu po akcie apostazji. Murtadd milli (konwertyta na islam, który od niego później odszedł) powinien otrzymać 3 dni w więzieniu na przemyślenie i ewentualny powrót do religii muzułmańskiej (istitabah); inni prawnicy mówią o trzykrotnym pytaniu o zgodę na powrót do wiary. Taki murtadd, jeśli trwa w apostazji, może być po tym czasie zabity. W praktyce wygląda to jednak zwykle zupełnie inaczej - sprawy sądowe trwają dość długo (jak na warunki krajów muzułmańskich), a okres "na przemyślenie" może trwać nawet 1 rok.
Wiele organizacji praw człowieka donosi o częstej praktyce zmuszania do powtórnego przyjęcia islamu lub nawet o torturach (szczególnie w Egipcie, Afganistanie i Iranie). Dowodami są głównie zeznania ofiar, jednak trudno je potwierdzić, ponieważ władze tych krajów uniemożliwiają rzetelne śledztwo, a wszystkie kraje stosujące karę śmierci za odstępstwo zaprzeczają tym informacjom.

### Rozwód i podział majątku
W większości szkół prawa odejście od islamu skutkuje rozwodem z pozostającym w islamie współmałżonkiem. Jeżeli oboje współmałżonkowie odchodzą od islamu, małżeństwo pozostaje ważne. W związku z tym, że w wielu krajach muzułmańskich jest to najłatwiejsza droga do rozwodu dla kobiety, wiele z nich decyduje się na formalną apostazję. Aby temu zapobiec, zmienia się obecnie prawodawstwo w kilku krajach (zapoczątkował to Kuwejt), by według nowego prawa apostazja nie skutkowała już rozwodem.
Majątek murtadda powinien zostać skonfiskowany i podzielony po równo we wspólnocie, choć współcześnie majątki rekwiruje państwo. 
Wszystkie skutki prawne (poza rozwodem w niektórych przypadkach) są anulowane w razie powrotu do islamu. Nie dotyczy to jednak szkód w majątku i rzeczy już podzielonych.

### Wyjątki
Wobec nieletnich stosuje się wyjątki: przetrzymuje się ich w więzieniu, a zabija dopiero po uzyskaniu pełnoletniości. 
Osoby pijane, zamroczone narkotykami, niedorozwinięte umysłowo oraz chore psychicznie nie są karane. Ludzie zmuszeni siłą do odstępstwa również nie podlegają żadnym restrykcjom.

## Zalecenia Koranu
Koran nie zawiera ani jednego fragmentu jednoznacznie nakazującego karę śmierci lub dożywotniego więzienia dla apostatów, jednak sugeruje surowe kary (nie jest wyjaśnione, czy są to kary doczesne). O apostatach wspominają następujące fragmenty: 16:106, 3:90-91, 5:54, 3:72 i 4:137. Wszystkie one należą do „okresu medyńskiego” – wyjątkiem jest tu „mekkańskie” 16:106-109. Oznacza to (skrótowo mówiąc), że powstały one w tzw. prawnym, a nie teologicznym okresie powstawania islamu. Niektórzy komentatorzy podają 4:89 jako dowód na zasadność kary śmierci, jednak według większości dotyczy on zabijania wszystkich niewiernych:
Oni by chcieli, abyście byli niewiernymi, tak jak oni są niewiernymi, abyście więc byli równi. Przeto nie bierzcie sobie opiekunów spośród nich, dopóki oni nie wywędrują razem na drodze Boga. A jeśli się odwrócą, to chwytajcie i zabijajcie ich.
Wiele hadisów, w tym kilka uznawanych przez wszystkie szkoły islamu, zaleca karę śmierci dla odstępców:
Ktokolwiek zmieniłby religię islamu, zostanie zabity. (Bukhari 9.84.57)

## Sytuacja na świecie
Odstępstwo od islamu jest karane śmiercią w kilku krajach (Arabia Saudyjska, Jemen, Afganistan, Komory, Mauretania, Pakistan i Sudan; w tym ostatnim przypadku nie jest to zapisane w prawodawstwie państwowym, lecz w jego szariackim rozszerzeniu). Kara śmierci wykonywana jest przez ścięcie, ale czasem są od tego wyjątki. W wypadku kilku innych państw (Jordania, Kuwejt, Malezja, Malediwy, Oman i Katar) apostazja jest karalna bądź po prostu nielegalna. Dość nietypowa praktyka występuje w Malezji, gdzie Malajowie murtaddzi nie mogą zmienić wyznania w dowodach osobistych. 
Wszystkie te kary są niezgodne, zdaniem wielu zachodnich obrońców praw człowieka z Powszechną deklaracją praw człowieka (np. Arabia Saudyjska nie podpisała jej głównie z tego powodu). Pozostałe kraje wymogły na ONZ pewne ustępstwa w postaci dodatków do kilku rezolucji związanych z prawami człowieka, które dają im możliwość karania apostatów (nadal jest to jednak na granicy prawa międzynarodowego). Deklaracja dopuszcza karę śmierci tylko w przypadku najcięższych przewinień, jednak jedno przewinienie ma różną wagę w odmiennych kręgach kulturowych, zaś deklaracja nie wyszczególnia konkretnych przypadków.
W 2011 roku kanadyjski aktywista ateistyczny irańskiego pochodzenia, były muzułmanin Armin Navabi powołał do życia wolnomyślicielską wspólnotę internetową Atheist Republic. Obecnie jest to kanadyjska organizacja non-profit, posiadająca setki oddziałów zwanych „konsulatami” w kilku krajach na całym świecie, takich jak Malezja, Indonezja czy Filipiny, umożliwiająca współdziałanie niewierzących w społeczeństwach, w których ateizm, apostazja i bluźnierstwo bywają kryminalizowane i represjonowane.
Kary śmierci za apostazję w większości przypadków nie są de facto wykonywane (np. na Malediwach ostatnie ścięcie miało miejsce niemal 70 lat temu - w roku 1953).

## Znani murtaddowie
- Abd ar-Rahman
- Afshin Ellian
- Ali Dashti
- Ali Sina
- Anwar Shaikh
- Ariffin Mohamed
- Armin Navabi
- Ayaan Hirsi Ali
- Aziz Nesin
- Bahaa el-Akkad
- Carlos Menem
- Enver Hoxha
- George Weah
- Ibn Warraq
- Ibrahim Abdullah
- Jacques Vergès (murtadd milli)
- Khalid Duran
- Kola Boof
- Lina Joy
- Lounès Matoub
- Mark Gabriel
- Mathieu Kérékou (murtadd milli)
- Musab Hasan Jusuf
- Nadżib Mahfuz
- Nasr Hamid Abu Zaid
- Nonie Darwish
- Nor Aishah Bokhari
- Parvin Darabi
- Salman Rushdie
- Taslima Nasrin
- Tillakaratne Dilshan
- Wafa Sultan
- Walid Shoebat
- Wesley Snipes (murtadd milli)
- Younus Shaikh